# Garbage (album)
Garbage – debiutancki album studyjny szkocko-amerykańskiej grupy Garbage, zawierający ciężką do skategoryzowania muzykę z pogranicza rocka, popu, trip-hopu i wielu innych gatunków. Wydany w USA i Kanadzie przez wytwórnię Almo Sounds 15 sierpnia 1995 roku, wersja europejska trafiła na rynek 2 października 1995 roku. Album został dobrze przyjęty przez krytyków, zdobywając obiecujące pozycje na listach bestsellerów. Pierwszy singiel „Vow” dostał się do listy Billboard Hot 100. Album promowały jeszcze single „Milk”, „Only Happy When It Rains” i „Stupid Girl”.
Garbage był obecny na listach Billboard 200 i UK Albums Chart przez ponad rok, osiągając czołową dwudziestkę najlepiej sprzedających się albumów. Album osiągnął status multi-platynowej płyty w wielu krajach.
Sukces albumu wsparła, trwająca rok, trasa koncertowa, podczas której zespół grał na wielu festiwalach, m.in. jako support dla Smashing Pumpkins.
W 1997 roku utwór „Stupid Girl” został nominowany do nagród Grammy m.in. w kategorii „Najlepszy utwór rockowy”.

## Lista utworów
(Utwory autorstwa Garbage, chyba że zaznaczono inaczej)
1. „Supervixen” – 3:55
2. „Queer” – 4:36
3. „Only Happy When It Rains” – 3:56
4. „As Heaven Is Wide” – 4:44
5. „Not My Idea” – 3:41
6. „A Stroke Of Luck” – 4:44
7. „Vow” – 4:30
8. „Stupid Girl” (Garbage, Joe Strummer, Mick Jones) – 4:18
9. „Dog New Tricks” – 3:56
10. „My Lover's Box” – 3:55
11. „Fix Me Now” – 4:43
12. „Milk” – 3:53